# Scrofulaire noueuse
Scrophularia nodosa
Espèce
Classification phylogénétique
La Scrofulaire noueuse (Scrophularia nodosa) est une plante herbacée vivace de la famille des Scrofulariacées, assez commune en Europe, en Asie occidentale et boréale et en Amérique septentrionale. On la retrouve dans des lieux humides, sur les berges de fossés et cours d'eau.

## Dénomination
Scrophularia nodosa est appelée communément Scrofulaire noueuse, la grande scrofulaire, la scrofulaire des bois, l’orvale, l’agrouelle ou encore la murraine. Le nom scientifique du genre Scrophularia provient du fait que la plante présente un aspect globuleux et verdâtre, et en raison de son utilisation traditionnelle comme remède pour la scrofule une infection tuberculeuse des ganglions lymphatiques dans le cou, les ganglions ressemblant à la forme bulbeuse des rhizomes,.

## Caractéristiques

### Port général
Il s’agit d’une herbacée vivace assez haute mesurant jusqu’à 1,5 m. La partie souterraine se compose de rhizomes bruns et noueux .

### Appareil végétatif
La partie aérienne est constituée d’une tige pleine et anguleuse portant des feuilles opposées pétiolées. Les feuilles sont cordiformes, leur bord est denté et le corps de la feuille possède des nervures saillantes.

### Appareil reproducteur
L'inflorescence est en panicule étroite et le calice est à lobes ovales et est à peine scarieux. La corolle mesure de 6 à 9 mm et les fleurs sont brunes. Les graines sont contenues dans un fruit en forme de capsule ovoïde mesurant de 6 à 10 mm.

## Écologie

### Régions
La scrofulaire noueuse est peu présente en région méditerranéenne et occupe largement l’Asie de l’ouest,.

### Habitat
On retrouve la scrofulaire noueuse essentiellement dans les zones humides, souvent à basse altitude, au niveau des terres acides et ombragées de l’hémisphère Nord. On la retrouve également à la lisière des forêts où elle vit principalement en colonie denses ,. Son système racinaire rhizomateux lui confère une grande adaptation aux sols souples ou durs, humides ou secs du fait que les réserves nutritives sont contenues dans les rhizomes. Une étude récente indique que la plante peut servir d’indicateur pour déduire l'âge d’une forêt. En effet, la scrofulaire noueuse est souvent présente dans les anciennes forêts.

### Cycle de vie
La floraison a lieu de juillet à octobre. Les fleurs de la scrofulaire sont hermaphrodites et l’ordre de maturation est de type protogyne. La scrofulaire noueuse dissémine ses graines autour de la plante mère, sa dissémination est donc barochore. Comme les graines sont fines elles peuvent être disséminées par le vent.

### Interactions avec d'autres organismes
Cette plante est très mellifère, elle attire les pollinisateurs, grâce à une production abondante de nectar, sa pollinisation se fait donc de manière entomogame. La chenille Cucullie de la scrofulaire est un nuisible.
Une étude montre que les individus de la scrofulaire noueuse ont la capacité de tolérer les dommages de méristèmes en début de saison et que les dégâts du méristème réduisent les taux d'attaque des herbivores de la saison suivante. Cette altération du méristème a induit des changements dans la morphologie de la plante et potentiellement aussi dans la chimie interne. Les plantes endommagées présentaient plus de branches et une croissance en hauteur plus rapide que les plantes non endommagées. Les plantes les plus grandes avec le plus de branches avaient plus de fleurs et de fruits. Le résultat est que la capacité reproductrice était presque indiscernable entre les plantes endommagées par le méristème et celles non endommagées à la fin de la saison. Plus tard en été, les plants sont également attaqués par deux espèces de charançons (Cionus scrophulariae et Cionus tuberculosus) qui peuvent complètement défolier les plantes et arrêter la production de graines. Les résultats suggèrent que les dommages causés sur le méristème en début de saison ont réduit les taux d'attaque du charançon au cours de l'année. Cependant, cette réduction des dommages causés par le charançon n'a pas altéré la production de fleurs et de graines.

## Propriétés
Scrophularia nodosa contient des acides aminés, des flavonoïdes, des acides phénoliques (acide férulique, acide vanillique, acide caféique, acide cinnamique), des saponines, du glycoside cardiaque (aussi appelés digitaliques), des phytostérols, des acides aminés essentiels et de l’asparagine.

## Utilisations

### Plante ornementale
Scrophularia nodosa est une plante ornementale, souvent confondue avec une mauvaise herbe, mais souvent rencontrée dans des jardins aromatiques médicinaux .

### Usages médicaux supposés
Les premières utilisations de la plante servaient à soigner la scrofule, une infection des ganglions du cou. Cette utilisation était due à la ressemblance entre la forme des rhizomes et la forme des ganglions enflés. Cette pratique résulte de la “doctrine des signatures”.
Au moyen âge, elle était considérée comme l’une des meilleures plantes médicinales. On l’utilisait pour traiter les gonflements et les tumeurs.
Les scrofulaires étaient utilisées sous forme de cataplasme pour les ulcères et les plaies gangréneuse par les chirurgiens de Louis XIV. Cet usage militaire lui a valu le surnom de plante de siège. Plus récemment, Scrophularia nodosa était utilisée en cas d'érythème solaire ou fessier ainsi qu’en cas de brûlure superficielle.
La scrofulaire noueuse serait connue pour ses propriétés nettoyantes et détoxifiantes. 
Comme dit précédemment, la plante est utilisée par certains pour ses utilisations médicinales. Tout d’abord, elle est utilisée pour les douleurs articulaires car elle possède la même concentration d’harpagoside (qui est le composant actif principal de l’Harpagophytum procumbens) dans ses feuilles que celle dans la racine |d’harpagophytum. De plus, et parce qu’elle est bien tolérée par l’organisme, la plante s’avère intéressante lors d’aggravation de ces douleurs articulaires. Cela fait de la scrofulaire noueuse une plante intéressante pour le traitement des maladies arthritiques. La scrofulaire noueuse est également utilisée lors d’arthrite psoriasique.
Ensuite, la plante ayant des propriétés dépuratives, elle a la capacité de stimuler certains organes de détoxification dans le but de nettoyer le sang et de stimuler le système lymphatique. Certains la considèrent donc utile lors de problèmes de peau (eczéma du visage, des oreilles ou du cuir chevelu, urticaire, acné, psoriasis).
D’autres utilisations sont possibles. On l’utilise lorsque le teint est rosâtre à blanchâtre avec gonflement du visage et des lèvres, en usage vulnéraire sur des plaies, afin de soulager les symptômes de la syphilis et des hémorroïdes. Elle peut également servir en application sur les ulcères atoniques et gangréneux mais aussi sur les infections fongiques de la peau, afin d’améliorer une faible circulation sanguine et lors de prurit.
Les actions pharmacologiques de la scrofulaire noueuse seraient une activité anti-inflammatoire et analgésique, une activité diurétique et cholérétique ainsi qu’une activité sur le tissu conjonctif (restructuration de la matrice extra-cellulaire) .

#### Contre-indications
La plante contient des composants dépresseurs sur la fonction cardiaque présents principalement dans la racine et peu dans la feuille. La consommation de Scrophularia nodosa est à éviter lors de traitements cardiaques et lorsqu’une femme est enceinte ou allaitante. Il est également conseillé de ne pas en donner aux enfants,. Lors d’ingestion de la plante en grande quantité, il est possible que des vomissements et de la diarrhée apparaissent.
Les parties utilisées sont principalement les feuilles, plus efficaces que les racines. La feuille peut être utilisée fraîche ou sèche, et se conserve relativement longtemps (entre 12 et 18 mois). Différentes formes sont utilisées comme la teinture de la feuille fraîche ou sèche, l’infusion de feuilles fraîches ou sèches, en onguent, en cataplasme de plante fraîche ou sèche ou en gélules.

## Agriculture et horticulture
Les scrofulaires se retrouvent souvent dans les jardins aromatiques médicinaux.  Elles peuvent constituer un massif, une bordure ou être utilisée comme plantation isolée.

### Méthode de culture
La scrofulaire est une plante à entretien facile. Elle croit rapidement sur de nombreux types de sols (argileux, calcaire, sableux, caillouteux et humus) grâce aux réserves nutritives contenues dans ses rhizomes. La scrofulaire noueuse préfère les sols humides à détrempés ombré ou au soleil. Le pH du sol doit être neutre à basique.
La plantation se réalise au début du printemps afin de profiter des premières fleurs dès le mois d’avril-mai.
Le besoin de fertilisation de la scrofulaire est modéré. Il peut se constituer en un arrosage avec un engrais liquide dosée faiblement ou par épandage d’humus au pied des plantes tous les 3 mois. Les vieilles inflorescences sont à retirer. Pour faire fuir la chenille Cucullie de la scrofulaire (nuisible) il est possible d’utiliser de l’huile de neem.
La multiplication de la plante est naturelle et spontanée.

## Galerie

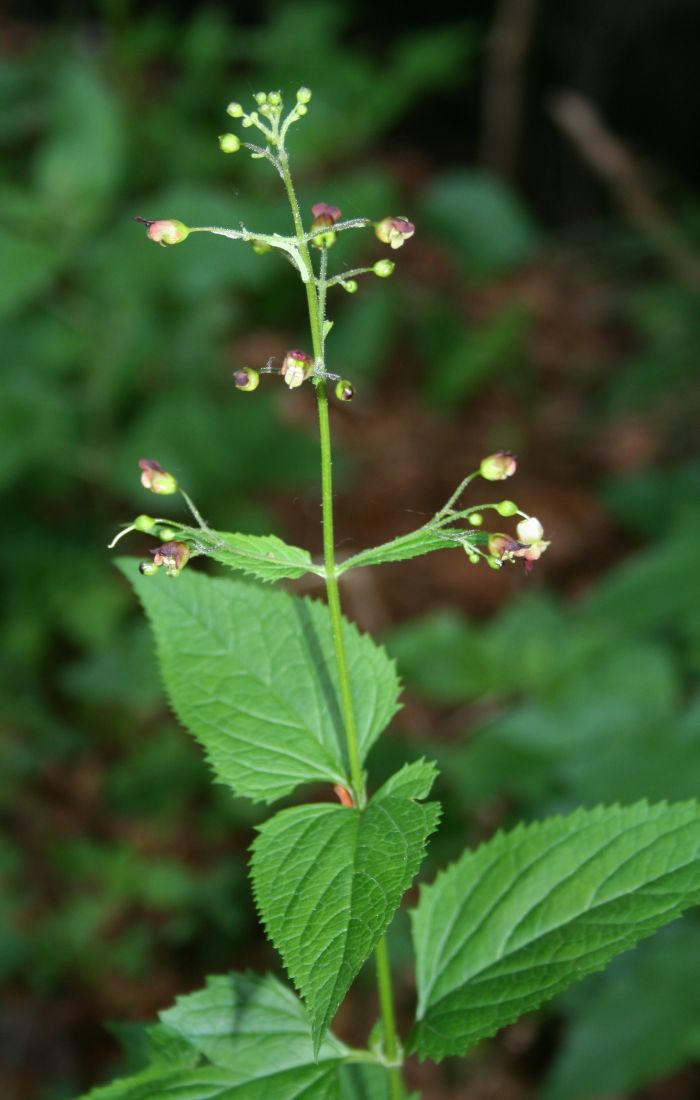
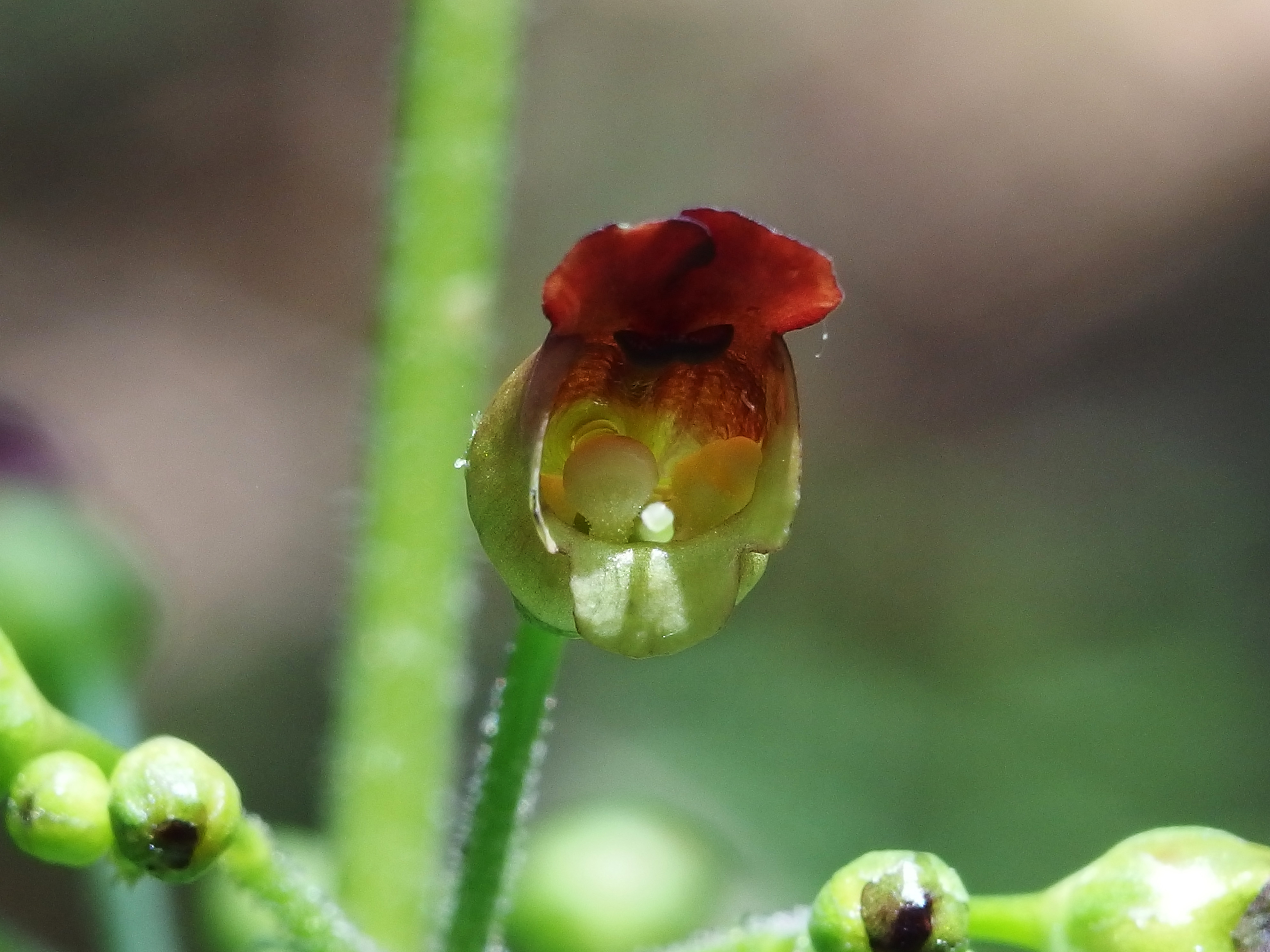
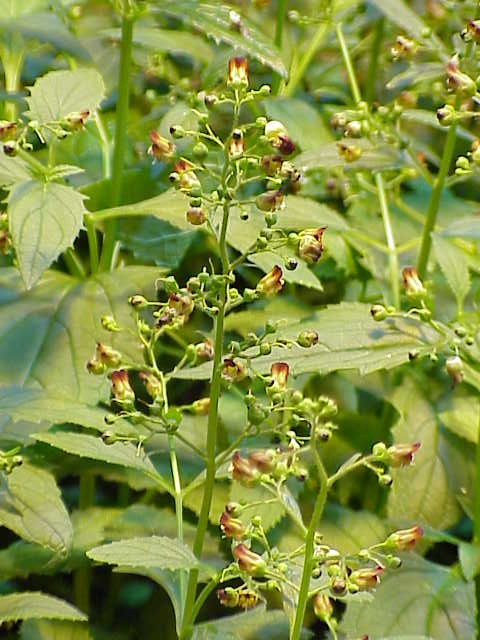